# Olszanka (dopływ Radomirki)
Olszanka – struga, która jest dopływem Radomirki. Wypływa we wsi Piotrkówek w województwie lubelskim. Do Radomirki wpada w miejscowości Żuków Pierwszy. Jej długość wynosi ok. 7 km. Przepływa przez Krzczonowski Park Krajobrazowy. Jej głównym dopływem jest strumyk (prawy) zwany przez tutejszą ludność Strużką, wpadający do niej w Olszance. Ponadto do Olszanki wpada drugi dopływ (bezimienny, lewy) niedaleko źródła, a także kilka rowów przydrożnych. Przepływa przez Piotrkówek, Olszankę i Żuków Pierwszy.